# Brighella

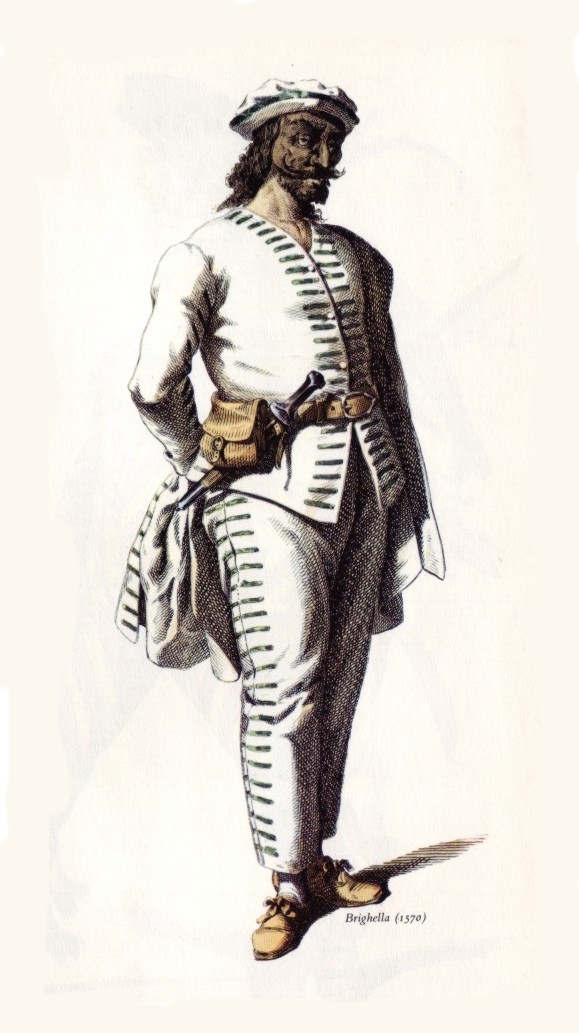
Brighella. Dibujo de Maurice Sand, en Masques et bouffons (1860).

Brighella es un personaje de la commedia dell'arte. Dentro del grupo de los zanni (siervos o criados) es, con Arlequín, uno de los principales tipos de procedencia bergamesca en las tramas del modelo veneciano; ambos conforman habitualmente la pareja tradicional de payasos, siendo Brighella el listo y Arlequín el tonto, una tipología que fue modificándose con el paso del tiempo hasta diluirse.

## Origen, máscara y proyección
Brighella es el primer bufón, «zanni» cómico y pícaro originario de Bérgamo. Su nombre parece proceder de «brigare» (engañar) o de «bringa» (intriga). Compañero inseparable de "Arlequino", buen consejero aunque vicioso (capaz de subastar a su mismísima hermana). De voz grave y ronca, viste de blanco y verde, y se oculta tras media máscara rematada por una gorrilla o boina. Como personaje dramático, se le ha relacionado con el Epídico de Plauto.
En algunos estudios se le ha identificado con "Buffetto", personaje creado por el actor parmesano Carlo Cantù (1609 – 1676). Otros expertos le acercan al rol de Scapino y su proyección francesa en el "Scapin" de Moliére.
Su máscara de ojos oblicuos es de color oliva, morena como la piel de los habitantes de estas
altas montañas quemados por el sol.